# Anommatus valombrosae
Anommatus valombrosae är en skalbaggsart som beskrevs av Georg Dieck 1869. Anommatus valombrosae ingår i släktet Anommatus och familjen rovbarkbaggar. Inga underarter finns listade i Catalogue of Life.